# 短柱叶甲属
短柱叶甲属（学名：Pachybrachys）是金花虫科的一属。

## 下属物种
本属包括以下物种：
- Pachybrachys insularis Boheman, 1859